# Gregory Breit
Gregory Breit (Mykolaiv, 14 de julho de 1899 — Salem, 11 de setembro de 1981) foi um físico ucraniano naturalizado estadunidense.